# Renocila periophthalma
Renocila periophthalma là một loài chân đều trong họ Cymothoidae. Loài này được Stebbing miêu tả khoa học năm 1900.